# Marc Detton
Marc Pierre Detton (ur. 20 lutego 1901 w Thorigny-sur-Marne, zm. 24 stycznia 1977 w Paryżu) – francuski wioślarz, srebrny medalista olimpijski.
Wystąpił na igrzyskach olimpijskich w Paryżu w 1924, gdzie Francuzi w składzie: Marc Detton i Jean-Pierre Stock zdobyli srebrny medal w dwójkach podwójnych. W wyścigu finałowym o 4 sekundy przegrali z reprezentantami USA: Paulem Costello i Johnem Kellym. Na tej samej imprezie wystąpił również w jedynkach, jednak odpadł w eliminacjach. Były to jego jedyne starty olimpijskie.
Wspólnie ze Stockiem Detton zdobył również złoto w dwójkach podwójnych na mistrzostwach Europy w Pradze (1925). Ponadto zdobył też srebro w jedynkach na mistrzostwach Europy w Zurychu (1924) i brąz w tej konkurencji na mistrzostwach Europy w Barcelonie (1922).